# Die sieben Töchter Evas
Die sieben Töchter Evas (orig.: “The Seven Daughters of Eve”) ist ein von Bryan Sykes verfasstes Buch über die Theorie, dass nahezu jeder Mensch in Europa per mitochondrialer DNA einer von sieben Urmüttern zugewiesen werden kann, von der er abstammt. Sykes erklärt die Prinzipien der Genetik und der menschlichen Evolution, der Besonderheiten von mitochondrialer Genetik und die Analysen von alter DNA, mit denen er heutige Menschen in Verbindung mit urgeschichtlichen Vorfahren bringt. Das Werk erschien in der Originalfassung und auf Deutsch im Jahre 2001.

## Das Buch
In Anlehnung an die Entwicklung der mitochondrialen Genetik führt Sykes Völkerwanderungen auf die Out-of-Africa-Theorie zurück und widerlegt Thor Heyerdahls Theorie über die Besiedlung der polynesischen Inselgruppe, die nicht von Südamerika aus erfolgte, sondern aus Südostasien. Außerdem beschreibt er den Gebrauch der mitochondrialen DNA bei der Identifikation der sterblichen Überreste Zar Nikolaus’ II. und stellt den genetischen Aufbau des modernen Europas fest.
Der Titel des Buches kommt von einem der prinzipiellen Erfolge der mitochondriellen Genetik, welche die Klassifikation aller neuzeitlichen Menschen in mitochondrielle Haplogruppen bedeutet. Die ursprünglichen Jäger- und Sammlergesellschaften wandelten sich – beginnend in Kleinasien etwa 10.000 v. Chr. – zu sesshaften Gesellschaften, die Ackerbau und Viehzucht betrieben. Gruppen dieser wegen der verbesserten Nahrungsgewinnung stark anwachsenden Gesellschaften zogen nach Europa und, so nahm man an, vertrieben ansässige Jäger und Sammler. Sykes (und andere Forscher) analysierte die mitochondriale DNA tausender Europäer, welche nur von Müttern an ihre Kinder weitervererbt wird, nicht aber von Vätern, und fand dabei gewisse Parallelen in der Abfolge der DNA-Sequenzen, so dass er diese in Gruppen einteilen konnte. Jede dieser Gruppen waren untereinander ähnlicher als die entsprechenden Sequenzen aus Afrika, Asien oder Amerika. Da die Mutationsrate mitochondrialer DNA relativ gering ist (alle 20.000 Jahre einmal), lässt sich dadurch das Alter der jeweiligen Urmutter, bzw. das der Haplogruppen, bestimmen. Sechs der sieben Urmütter sind wesentlich älter als 10.000 Jahre, eine ist 10.000 Jahre alt. Diese siebte ist außerdem bei 20 % der Europäer zu finden, das heißt, dass nur 20 % aller heutigen Europäer in direkter mütterlicher Linie von den Bauern aus Kleinasien abstammen. Daraus folgt, dass der Rest der neuzeitlichen Europäer von besagten Jägern und Sammlern abstammen, die eben nicht vertrieben worden sind, sondern den Ackerbau und die Viehzucht von den Einwanderern erlernten.
Jede Haplogruppe ist durch bestimmte charakteristische Mutationen der mitochondriellen Genome definiert und kann entlang des mütterlichen Stammbaums zu einer bestimmten urgeschichtlichen Frau zurückverfolgt werden. Sykes bezieht sich auf diese Frauen als Urmütter, die aber nicht alle gleichzeitig lebten. Die sieben Frauen erhielten die Namen Ursula, Xenia, Helena, Velda, Tara, Katrine und Jasmine.
Alle diese Frauen teilten sich eine gemeinsame Vorfahrin, die sogenannte Eva der Mitochondrien. Sykes behauptet, dass es sieben mitochondriale Abstammungslinien für die neuzeitlichen Europäer gibt (andere jedoch schätzen diese Zahl auf elf oder zwölf) und spricht hier von den „sieben Töchtern Evas“. Die Anzahl der mitochondrialen Abstammungslinien für die gesamte Weltbevölkerung (im Gegensatz zu der für die Europäer) ist beträchtlich größer.
Die zweite Hälfte des Buches besteht aus einer Reihe von fiktionalen Erzählungen, in denen Sykes seine Vorstellung davon verarbeitet, wie das Leben der einzelnen „Stamm-Mütter“ ausgesehen haben könnte. Im Vergleich zum Rest des Buches erntete dieser Teil durchwachsene Kritiken.
Bei Oxford Ancestors, Sykes Firma, kann man sich für 120 Pfund eine DNA-Analyse erstellen lassen, die die jeweilige Urmutter herausfindet.

## Haplogruppen und personifizierte Urmütter
Jede der sieben Urmütter entspricht einer der menschlichen mitochondrialen Haplogruppen. Sykes geht in seinem Buch näher auf diese Haplogruppen ein, indem er jeder Urmutter-Haplogruppe einen konkreten Frauennamen zuordnet und eine kurze Lebens- und Umgebungsbeschreibung beifügt, die sich aus dem heutigen Wissen über die geographischen und anthropologischen Gegebenheiten in der entsprechenden Zeitepoche ergibt.
- Ursula entspricht der Haplogruppe U (ausgenommen ihre Untergruppe K)
- Xenia entspricht der Haplogruppe X
- Helena entspricht der Haplogruppe H
- Velda entspricht der Haplogruppe V
- Tara entspricht der Haplogruppe T
- Katrine entspricht der Haplogruppe K
- Jasmine  entspricht der Haplogruppe J

## Kommentar
Bei der Bezeichnung Urmutter sollte man sich im Klaren sein, dass sie sich nur auf die Vererbung der Mitochondrien bezieht. Diese besitzen zwar ein eigenes Genom, allerdings macht es nur etwa ein Prozent der genetischen Information des Menschen aus. Der Großteil der menschlichen Erbinformationen liegt im Zellkern und ist ein Gemisch aus Genomen zahlloser Ur-Ur-Ur…großmütter und -väter. Hinzu kommen noch zufällige Mutationen. Genetische Verwandtschaft heißt also nicht nur dieselbe – oder eine sehr ähnliche – mitochondriale DNA wie eine andere Person zu besitzen, sondern geht weit darüber hinaus. Diese Themen sind aber nicht Fokus des Buches, werden also auch in Die sieben Töchter Evas nicht erörtert.

## Aktuell
Ursprünglich wurde angenommen, dass die Mitochondrien eines Spermiums nicht in die von ihm befruchtete Eizelle (Zygote) gelangen, sondern nur die DNA des Kerns. Mittlerweile hat sich herausgestellt, dass auch durch das Spermium einige männliche Mitochondrien in das Plasma der befruchteten Eizelle importiert werden. Diese „männlichen“ Mitochondrien werden jedoch wahrscheinlich schnell eliminiert, denn sie sind, so wird angenommen, schon von vornherein als potentiell gefährlicher „Zellmüll“ markiert.